# Homo habilis
Homo habilis è una specie di ominide estinta del genere Homo, vissuta nel corso del Pleistocene inferiore, da circa 2,4 a 1,44 milioni di anni fa. 
L'olotipo di questo ominide è il fossile OH 7, trovato da Louis e Mary Leakey il 4 novembre 1960 nella Gola di Olduvai, in Tanzania.

## Descrizione

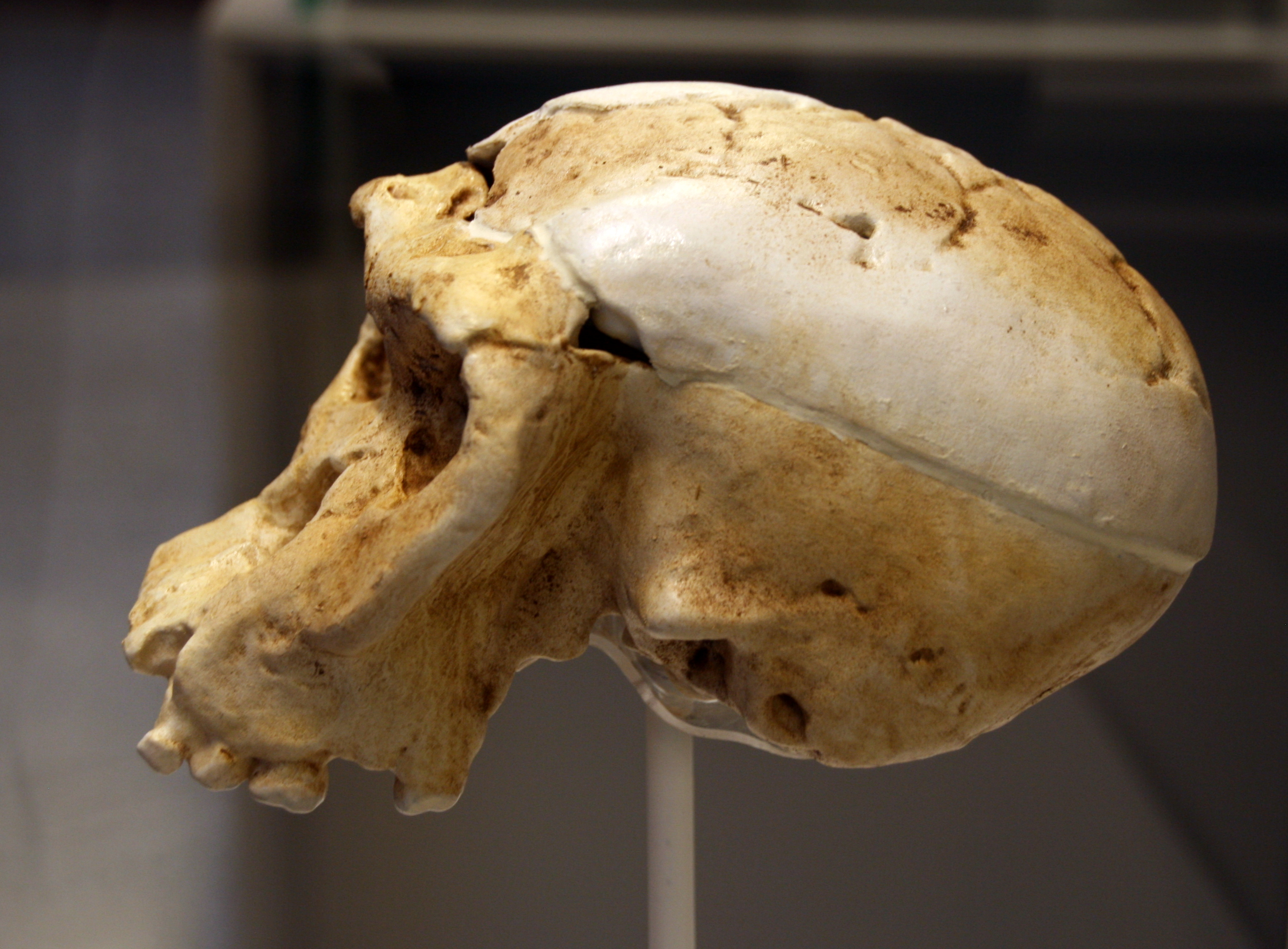
Replica del fossile OH 24, soprannominato Twiggy

Dallo studio dei fossili è stato subito evidente come Homo habilis presenti un insieme di caratteri plesiomorfi e derivati. Va notato che i caratteri derivati, ovvero nuovi rispetto agli australopitechi, si concentrano principalmente nella morfologia cranica. Infatti in questa specie il volume encefalico medio è di 612 cm³ che, sebbene inferiore alla media degli esseri umani moderni, è decisamente superiore a quella delle australopitecine, che, ad esclusione di P. boisei, non superavano la soglia dei 500 cm³, considerata da alcuni paleoantropologi uno dei caratteri discriminanti per l'attribuzione di una specie al genere Homo. Inoltre la volta cranica risulta essere più arrotondata che nel genere Australopithecus, anche se la massima espansione è ancora molto bassa, e permane una moderata costrizione retrorbitale. La cresta sagittale, punto di attacco dei muscoli temporali, è assente. 
Il toro sopraorbitario è presente anche se decisamente ridotto rispetto alle australopitecine. Dietro al toro è presente il solco retrotorale dal quale parte la fronte che ha una crescita più verticale delle specie precedenti sebbene essa sia ancora sfuggente se comparata alle specie successive. La faccia presenta dimensioni ridotte rispetto alle australopitecine così come presenta un minore prognatismo mediofacciale. La fossa canina e il mento, carattere tipico di H. sapiens, sono assenti. Homo habilis presenta una arcata dentale pressoché parabolica con denti che presentano una ridotta megadonzia e in generale sono più moderni che nelle specie di ominidi fino a quel momento vissute, infatti presenta incisivi larghi e molari e premolari allungati e stretti. 
Il reperto fossile non ci ha restituito molto del post-craniale e la maggior parte delle informazioni al riguardo che abbiamo provengono dal fossile OH 62 (conosciuto come Lucy's Child), ritrovato nella Gola di Olduvai in Tanzania da Tim White durante la campagna di scavi del 1986. Lucy's Child è composto da più di 300 frammenti tra i quali sono presenti l'omero, il radio e l'ulna dell'arto destro, quasi completi e la parte prossimale del femore sinistro. Dalla circonferenza del femore si è potuto stabilire che l'altezza di OH 62, e presumibilmente degli altri H. habilis, fosse intorno ai 100-135 cm. Le ossa dell'arto superiore risultano molto lunghe, soprattutto se paragonate all'arto inferiore; infatti il rapporto tra omero e femore si attesta intorno allo 0,95 contro lo 0,75 degli uomini attuali, carattere quindi decisamente australopitecino. Le informazioni sulla forma del piede, carattere importante per decifrare il tipo di andatura, provengono quasi unicamente dal fossile OH 8. Esso mostra una struttura moderna ed è quindi possibile asserire con certezza quasi assoluta che Homo habilis avesse una andatura bipede, anche se molto probabilmente non perfetta.

## Interpretazioni
Le prime scoperte su questa specie vennero fatte dai coniugi Leakey nei primi anni sessanta nella Gola di Olduvai in Tanzania. Tra queste vi sono le tracce di alcuni ominidi che già due milioni di anni fa dimostravano di avere capacità "umane". Vicino ai loro resti sono stati trovati moltissimi manufatti di pietra dalla fattura elementare (tra questi, anche i cosiddetti chopper). Per questo motivo si sono meritati l'appellativo di "habilis".

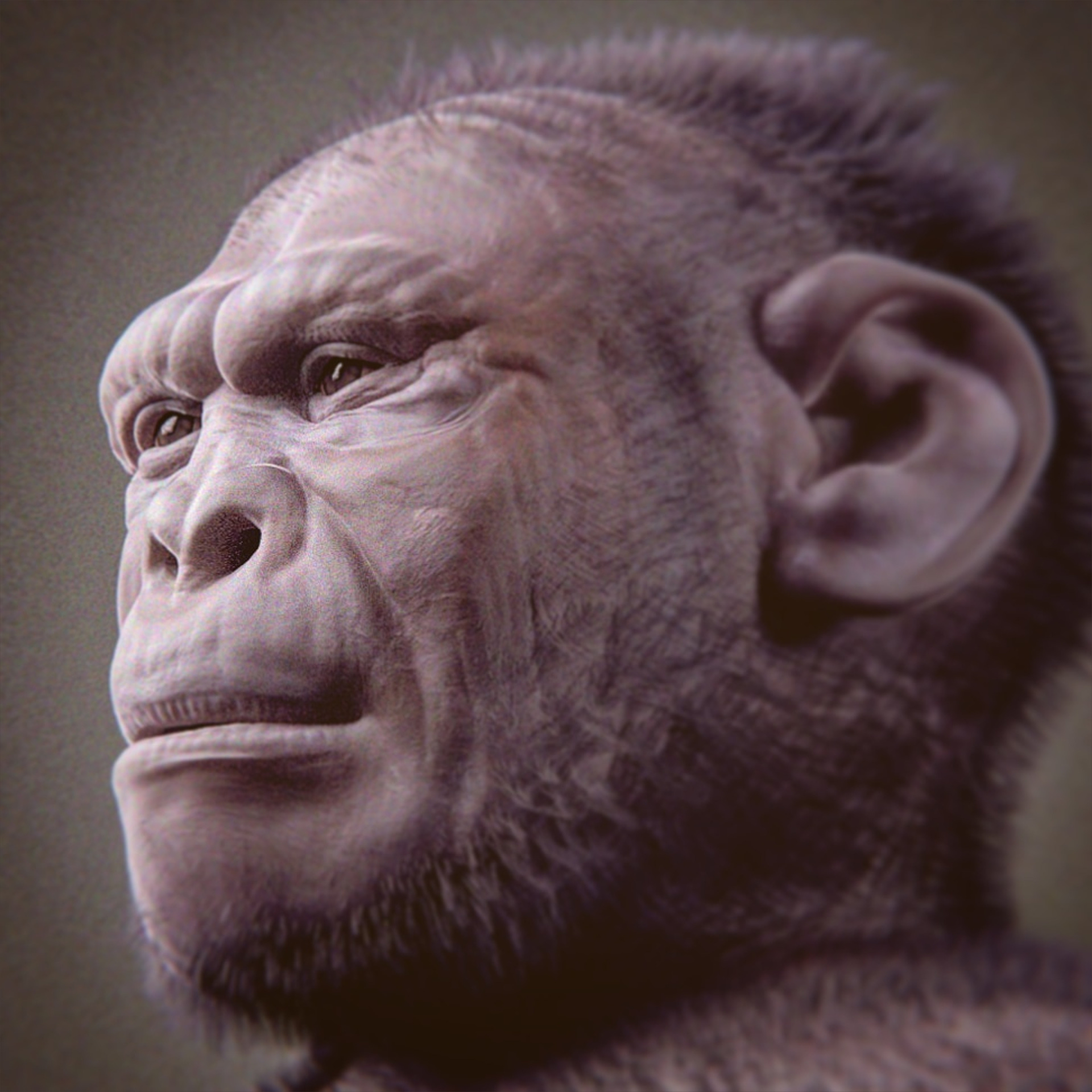
Ricostruzione facciale forense di Homo habilis

Dotato di una capacità cranica di circa 600–750 cm³, Homo habilis utilizzava i suoi strumenti per uccidere animali e squartarne le carcasse. Tali manufatti erano ancora abbastanza primitivi, ma il fatto che tali ominidi li costruissero implica delle importanti considerazioni:
1. H. habilis prefigurava la necessità futura di tali oggetti;
2. H. habilis sapeva scegliere i materiali disponibili per costruirli;
3. H. habilis possedeva l'abilità manuale e cognitiva per realizzarli secondo necessità.

Si ritiene che Homo habilis fosse in grado di padroneggiare gli utensili di pietra del primo Paleolitico. Si trattava degli utensili più avanzati mai usati, e diedero a H. habilis la capacità di prosperare in un ambiente ostile, in precedenza troppo pericoloso per i primati. 
È ancora controverso se H. habilis sia stato il primo ominide in grado di padroneggiare gli utensili di pietra, poiché fossili di Australopithecus garhi, datati 2,5 milioni di anni fa, sono stati ritrovati con frammenti di utensili in reperti più antichi di almeno 100.000-200.000 anni di H. habilis.
La maggior parte degli esperti sostiene che l'intelligenza e l'organizzazione sociale di H. habilis fosse più sofisticata di quella degli australopitecidi e degli scimpanzé. Eppure, nonostante l'utilizzo di strumenti, H. habilis non era un abile cacciatore rispetto ad altre specie. Sembrerebbe che utilizzasse gli utensili soprattutto per strappare la carne della preda, piuttosto che per difesa o per cacciare.
H. habilis era forse l'antenato del più avanzato Homo ergaster, che a sua volta fu l'antenato dell'Homo erectus. Continuano ad esserci dibattiti sulla tesi che H. habilis sia stato o meno un diretto antenato dell'uomo, e vi sono anche dubbi che tutti i fossili noti siano stati attribuiti correttamente a questa specie. Coesisteva con altri bipedi primati, come Paranthropus boisei, alcuni dei quali prosperarono per millenni; tuttavia H. habilis, forse a causa dell'utilizzo di utensili e per la sua dieta meno specializzata, divenne il precursore di un'intera linea di nuove specie, mentre Paranthropus boisei e le specie correlate scomparvero.
La classificazione di H. habilis nel genere Homo è tuttora controversa: alcuni paleontologi preferiscono parlare di Australopithecus habilis. Come Homo rudolfensis, H. habilis mancava di molte caratteristiche tipiche degli Homo, come le ossa delle anche più strette per camminare meglio per lunghe distanze, un sistema di sudorazione più sofisticato, un canale del parto più stretto e gambe più lunghe delle braccia.

## Fossili

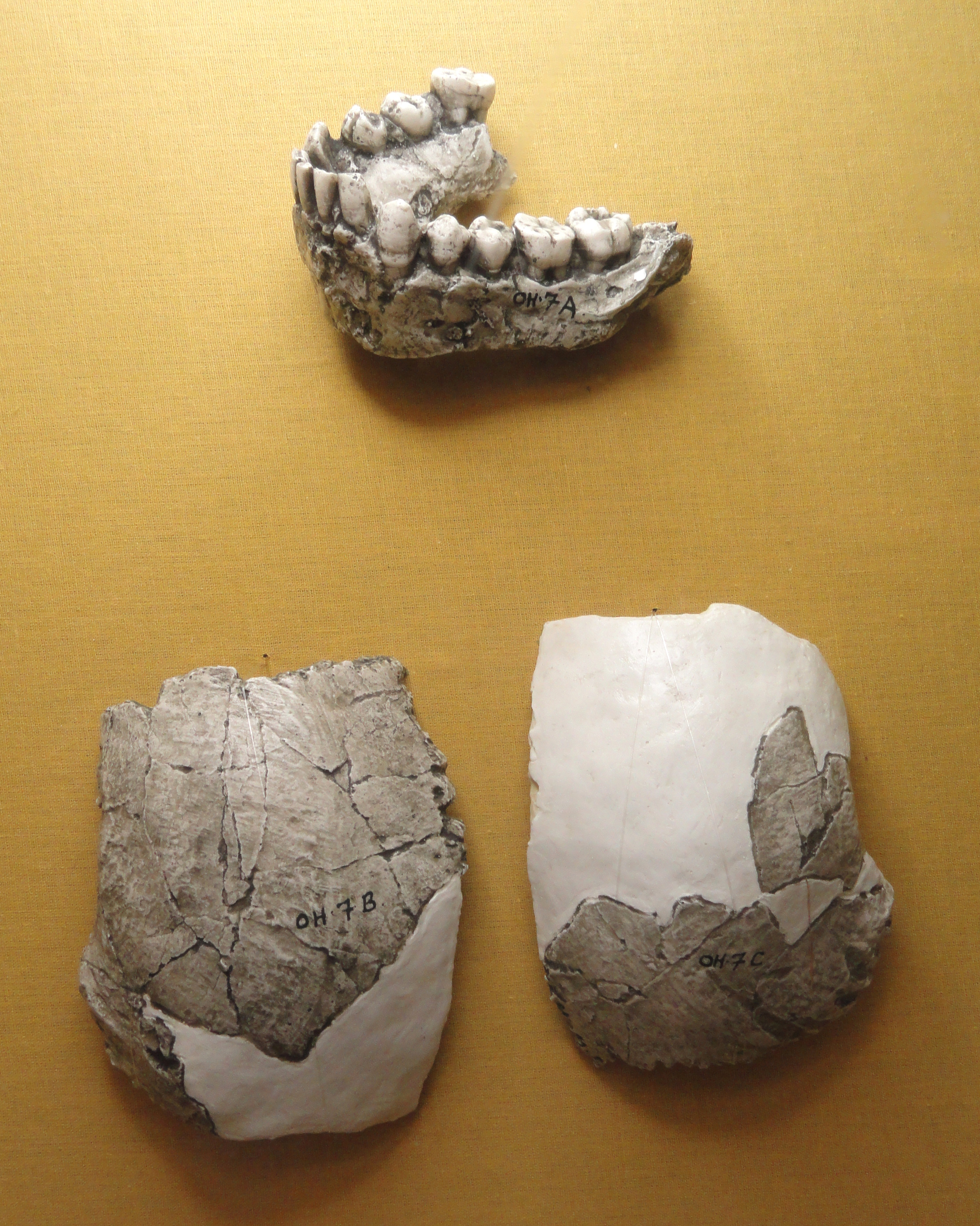
Replica di OH 7 allo Springfield Science Museum

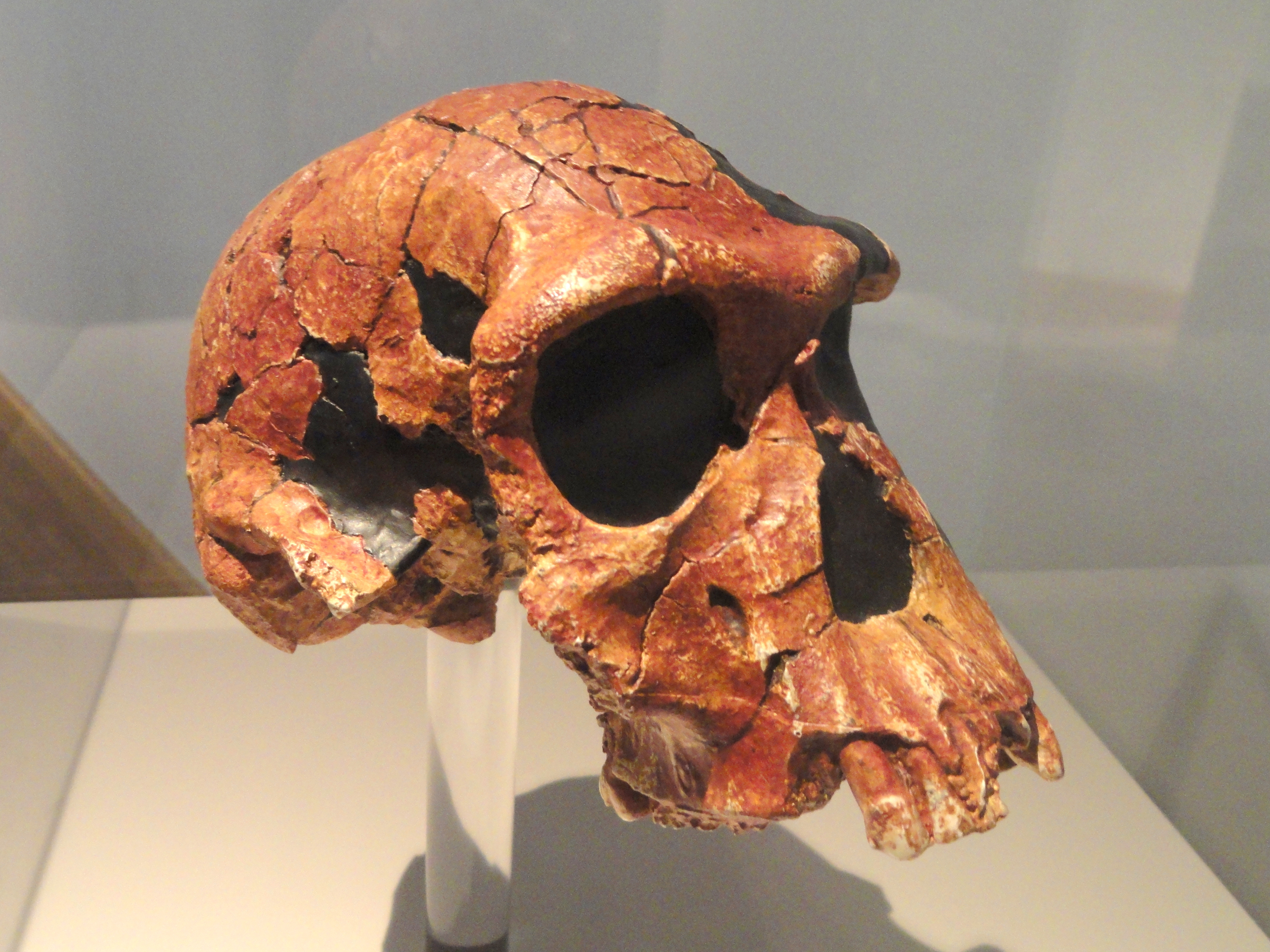
Replica di KNM-ER 1813

I fossili di Homo habilis sono stati ritrovati in varie parti dell'Africa orientale e meridionale; di particolare rilevanza sono i siti della Chemeron Formation, presso Tugen Hill e dell'area del Lago Turkana (già Lago Rodolfo) in Kenya; della valle dell'Omo e Middle Awash in Etiopia; dell'Uraha in Malawi; di Sterkfontein in Sudafrica e della Gola di Olduvai in Tanzania, da cui Mary Leakey e la sua squadra recuperarono i primissimi fossili di questa specie.
Di seguito sono elencati alcuni dei principali fossili di H. habilis:
- OH 7 (Jonny's Child): olotipo della specie, è stato scoperto da Jonathan Leakey il 4 novembre 1960 nella Gola di Olduvai in Tanzania. È composto da un osso parietale destro quasi completo, un parietale sinistro molto frammentato, la mandibola quasi completa, tutti i denti inferiori e alcuni denti superiori (incisivi destri, canino destro, premolari destri, primo molare destro e secondo molare sinistro). OH 7 è datato 1.75 Ma.[2]

- OH 8: scoperto dal gruppo di ricerca di Leakey nel 1960 nella Gola di Olduvai, in Tanzania, a 5 metri dalla mandibola di OH 7. Per questo alcuni studiosi ritengono che i due fossili appartengano allo stesso individuo. Datato 1.75 Ma il fossile è un piede sinistro parzialmente integro di un individuo giovane. OH 8 è composta dall'astragalo, dall'osso navicolare, dal calcagno, dall'osso cuboide, dalle ossa cuneiformi (mediale, intermedio e laterale) e dalle cinque ossa metatarsali.[5]

- OH 24 (Twiggy): Cranio fossile frammentato datato 1,8 Ma, ritrovato da Peter Nzube nell'ottobre del 1963 nella Gola di Olduvai, in Tanzania. Al momento del ritrovamento, all'interno di un blocco di calcare, il fossile appariva schiacciato e per questo fu soprannominato Twiggy, come la magrissima modella londinese Twiggy Lawson.[6]

- KNM-ER 1813: scoperto da Kamoya Kimeu nel 1973 a Koobi Fora, nei pressi del lago Turkana, in Kenya. Datato 1,65 Ma, questo fossile è composto da un cranio di adulto quasi completamente conservato e i danni maggiori riguardano la parte sinistra della faccia. Il volume encefalico è di 510 cm³, ovvero al disotto della media della specie. Il fossile è conservato al Museo nazionale del Kenya (KNM).[3]

- KNM-ER 1805: cranio di un individuo adulto diviso in tre frammenti principali (cranio, mandibola e mascella). Ritrovato nel 1973 a Koobi Fora, nei pressi del lago Turkana in Tanzania, da Paul Abell ed è datato 1,7 Ma.[7]